# ذبوب الصيري (حزم العدين)

تعديل مصدري - تعديل

ذبوب الصيري محلة تابعة لقرية المقروض، التابعة لعزلة يريس بمديرية حزم العدين إحدى مديريات محافظة إب في الجمهورية اليمنية، بلغ تعداد سكانها 77 حسب تعداد اليمن لعام 2004.